# John D’Amico (Mafioso)
John „Jackie Nose“ D’Amico (* ca. 1937; † 27. Dezember 2023) war US-amerikanischer Mobster der New Yorker Mafiabande Gambino-Familie, in deren höchste Führungskreise er aufstieg.
Sein Nickname „Jackie Nose“ rührte von seiner großen Adlernase her; möglicherweise eine Rhinoplastik, wie der Mafioso Michael DiLeoder während der Gerichtsverhandlung gegen John Gotti später behauptete.

## Frühe Jahre
D’Amico war in der zweiten Generation US-Amerikaner, sein Vater – ein Fernsehelektriker – und seine Mutter stammten ursprünglich aus dem Dorf Vietri sul Mare, welches sich in der Provinz Kampanien von Italien befindet. Sie wanderten in die Vereinigten Staaten von Amerika aus und ließen sich in East Village (Manhattan) nieder.
Eine Verwandtschaft zum Mobster Joseph D’Amico aus der Bonanno-Familie besteht nicht. D’Amico machte seinen Schulabschluss an der New Utrecht High School in Brooklyn, von der später Sammy Gravano rausgeschmissen werden sollte.
D’Amico war ein alter Schulfreund von Irving Hershkowitz, dem Gründer der Big-Geyser-Brauerei, welche alkoholfreie Getränke herstellte, und arbeitete in dessen Lagerhaus in Maspeth (Queens), wo er zunächst als einfacher Auslieferungsfahrer begann. Daraus entwickelte sich sein Aufstieg zum Geschäftsmann und bald hatte er sein eigenes Büro in dem Gebäudekomplex und beste Kontakte zur Lucchese-Familie über deren Capo Matthew Madonna, welchen er auf seiner Lohnliste führte. Der stellvertretende Staatsanwalt Roger Burlingame geht von einem sogenannten „no-show Job“ aus, das Arbeitsverhältnis also nur zum Schein ohne tatsächliche Erbringung einer Arbeitsleistung abgeschlossen wurde.

## Kriminelle Karriere
Während der 1980er Jahre war „Jackie Nose“ ein enger Freund von John Gotti und galt als ein gefürchteter Capo im Netzwerk der Kredithaie und des Glücksspiels.
In den 1990er Jahren musste er eine Haftstrafe absitzen, was zu den Spekulationen über die Auflösung der „Gambino-Familie“ nach der Inhaftierung John Gottis mit beigetragen haben mag. „Jackie“ kehrte nach Brooklyn zurück und gilt heute nach Informationen des FBI als neues Oberhaupt der „Gambino-Familie“.
Ob er diese Position wirklich schon ab 2002 einnahm, ist allerdings noch nicht ganz geklärt, da auch die Amtsfolge nach John Gotti mit dessen Sohn John A. Gotti, Peter Gotti (1999–2003), Arnold Squitieri (2003–2005) und dann ab 2005 mit John D’Amico möglich sein könnte.
Nach einer anderen Interpretation der Verhältnisse ist D’Amico der „Acting Boss“ der Familie und Oberhaupt wäre demnach seit 2005/06 Nicholas „Little Nick“ Corozzo, der selbst von 1996 bis 1997 „Acting Boss“ gewesen war, da John Gotti sich bereits im Gefängnis befand.

## Verhaftung und Verurteilung
Am 8. Februar 2008 wurde John D’Amico im Zuge einer gemeinsamen Aktion US-amerikanischer und italienischer Ermittlungsbehörden gegen das organisierte Verbrechen zusammen mit einer Vielzahl anderer Mitglieder und Assoziierter der Gambino-Familie verhaftet. Den Verhafteten werden unter anderem Mord, Erpressung, Kreditwucher und Drogenhandel vorgeworfen.
Im Februar 2009 wurde gegen den Inhaftierten Mordanklage wegen des Planens des Mordes an einem Mann im Jahre 1989 erhoben.
D’Amico hätte eigentlich im November 2009 entlassen werden sollen. Am 5. August 2010 bekannte er sich schuldig. Das Opfer hätte als Zeuge eine Bedrohung der Gambino-Familie dargestellt. Der Bezirksstaatsanwalt hatte sich auf einen strafprozessualen Deal mit D’Amico eingelassen, da er die Beweislage als „sehr, sehr schwach“ empfand. D'Amico war im Metropolitan Correctional Center in New York City inhaftiert und wurde am 15. Juni 2012 entlassen.

## Film und Filmzitate
- Im Film Mann mit Ehre – Du achtest nur, was du fürchtest (OT: Men of Respect), USA 1991, ist ein Charlie D’Amico Boss einer Mafiafamilie und nimmt den Aufsteiger Mike Battaglia in den Clan auf.
- In der Zeichentrickserie Die Simpsons heißt der lokale Mafiaboss Anthony „Fat Tony“ D’Amico.
- In der Comicverfilmung „Kick Ass“ heißt der Erzfeind des Helden Frank D’Amico.